# Janata Party
Le Janata Party (en hindi जनता पार्टी, parti populaire) était un regroupement de partis politiques indiens opposés à l'état d'urgence de 1975-1977 imposé par la Première ministre Indira Gandhi et son Congrès (R).
Lors des élections de 1977, après l'état d'urgence, le Janata Party défait le Congrès pour la première fois depuis l'Indépendance de l'Inde et forme le gouvernement.
Le nouveau gouvernement, dirigé par Morarji Desai, revient sur de nombreuses mesures adoptées pendant l'état d'urgence. Cependant, des dissensions internes l'empêchent de gouverner et Desai doit démissionner dès 1979. Il est remplacé par Charan Singh qui est contraint de dissoudre la Lok Sabha en 1980. Les nouvelles élections voient Indira Gandhi revenir au pouvoir.